# Jaume Siurana
Jaume Siurana (València?, segle xvi) fou un poeta i generós (al Regne de València, membre de l'estament militar que no havia estat armat) dels Països Catalans.
Va escriure amb el doctor en medicina Lluís Joan Valentí i el notari Andreu Martí Pineda, una obra en vers, en català, Lo procés de viudes i donzelles, diàleg entre els dos primers autors sobre qui són millors com a mullers, si les donzelles o les vídues; Pineda firma la sentència a favor de les donzelles després de fer una apologia de les dones en general.
Fou publicada el 1561, juntament amb l'edició del Llibre de les dones de Jaume Roig.